# Wulingyuan
Wulingyuan é uma região de interesse paisagístico e histórico na província de Hunan, China, que foi declarado Património Mundial pela UNESCO em 1992. O local é conhecido pelos mais de 3000 pilares de arenito, gargantas e cumes, muitos com mais de 200 metros de altura. Entre os desfiladeiros existem piscinas e cachoeiras, umas 40 cavernas, e duas grandes pontes naturais. Além da beleza notável da sua paisagem, a região é também importante pelo fato de abrigar várias plantas e espécies animais em risco de extinção. Wulingyuan abrange o Parque Nacional Florestal de Zhangjiajie, a Reserva Natural de Suoxiyu, a Reserva Natural de Tianzishan e a Reserva Natural de Yangjiajie. A maior parte do sítio é esparsamente povoada e mantém ainda os seus aspectos originais.
Segundo os geólogos, há 300 milhões de anos esta região era um oceano. Posteriormente, o oceano retrocedeu e deixou expostas as rochas sedimentares, que se tornaram finalmente os actuais picos, precipícios e pontes ou portas de pedra através das erosões de chuva e vento durante milhões de anos. Há ainda até as linhas sedimentares das águas do oceano em alguns penhascos e fósseis de corais.